# Vasa hamn

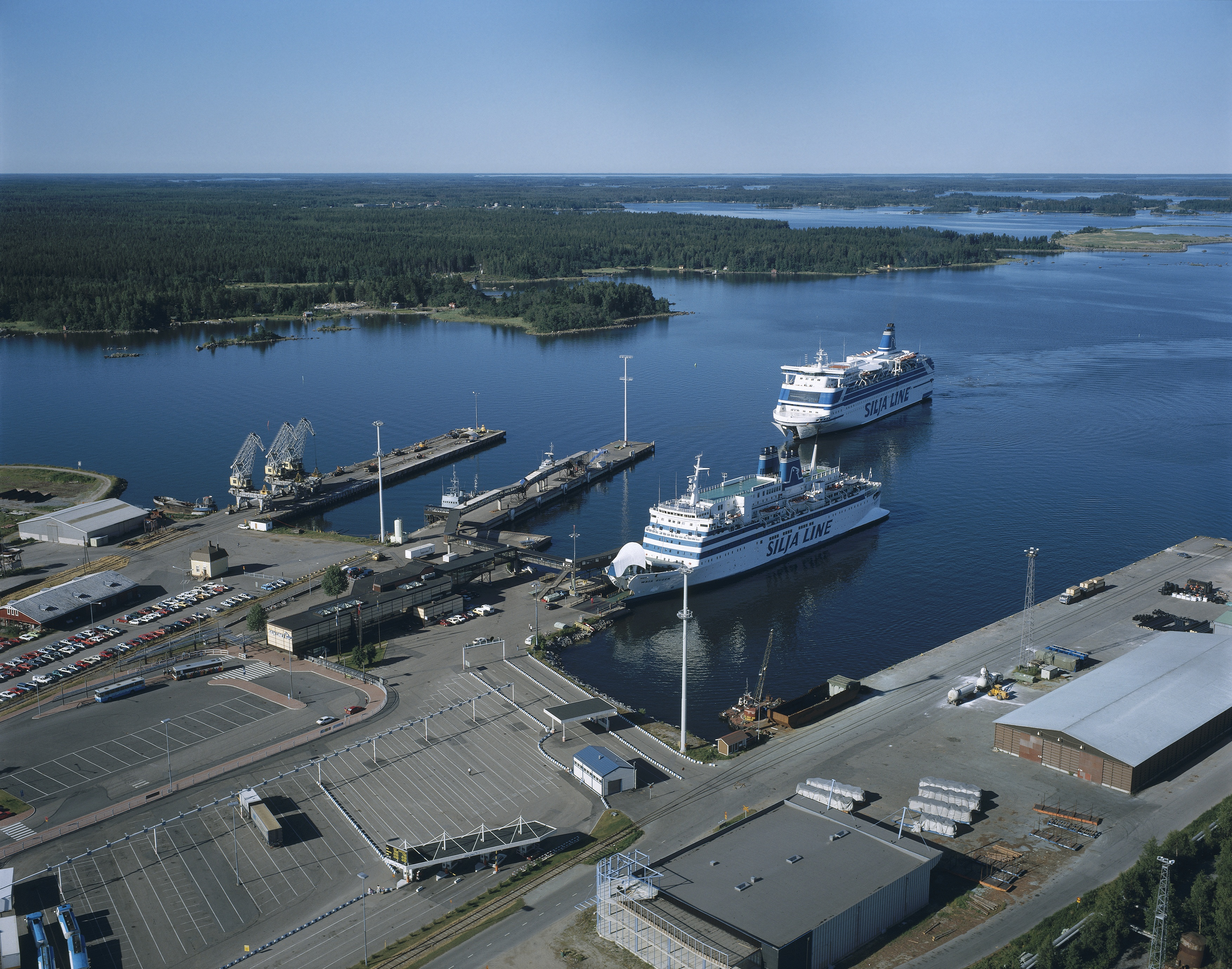
Kryssningsfärjorna Silja Festival (anlöpande) och Wasa Queen (vid kaj) i Vasa hamn i mitten av 1990-talet.

Vasa hamn på ön Vasklot i Vasa är stadens djuphamn och ingår tillsammans med Umeå hamn i de två städernas gemensamma hamnbolag Kvarken Ports. Hamnen ligger cirka 3 kilometer väster om Vasa centrum. Farleden in till Vasa är 9 meter djup. Hamnen är förbunden med det finländska järnvägsnätet genom Vasabanan.
Vasa hamn var år 2016 Finlands femte största internationella passagerarhamn med totalt 184 191 passagerare. Samma år var hamnen landets sjuttonde största internationella godshamn med totalt 1,0 miljoner ton transporterat.
Rederiet Wasaline bedriver daglig passagerartrafik mellan Vasa hamn och Umeå hamn i Holmsund. Betydande fraktkunder för hamnen är foder-, pappers- och skogsindustrin.

## Historia
Vid slutet av 1800-talet fanns det behov för en ny hamn i Vasa. Både hamnen vid Brändö sund och Inre hamnen hade blivit trånga och grunda till följd av landhöjningen och av att allt större fartyg tagits i bruk. 1893 hade järnvägen förlängts till Vasklot och hamnen öppnades officiellt i september 1893.

## Kapacitet
Vasa hamn är Österbottens mångsidigaste hamn. Här transporteras passagerare, bulk- och styckegods. I hamnen finns två Liebherr LHM400 mobilkranar med en total lyftkapacitet på 200 ton samt en Mantsinen 100 för bulkhantering. 
Hamnen består av sju kajer:
- Kolkajen – 145 meter, djup 9 meter
- Reinskajen – 240 meter, djup 7–5 meter
- Färjekajen  – 2 ro-ro-ramper, djup 6,8–5,7 meter
- Norra piren – 180 m, 2  ro-ro-ramper, djup 7,5–5,5 meter
- Södra piren – 180 m, djup 9–5 meter
- Lasses kaj – djup 9 meter
- Oljehamnen – djup 9 meter

Reinskajen är döpt efter sjökapten G. W. Rein och Lasses kaj efter Lasse Holmqvist, hamnchef (1974–1978 och 1984–2009).